# Mel Collins

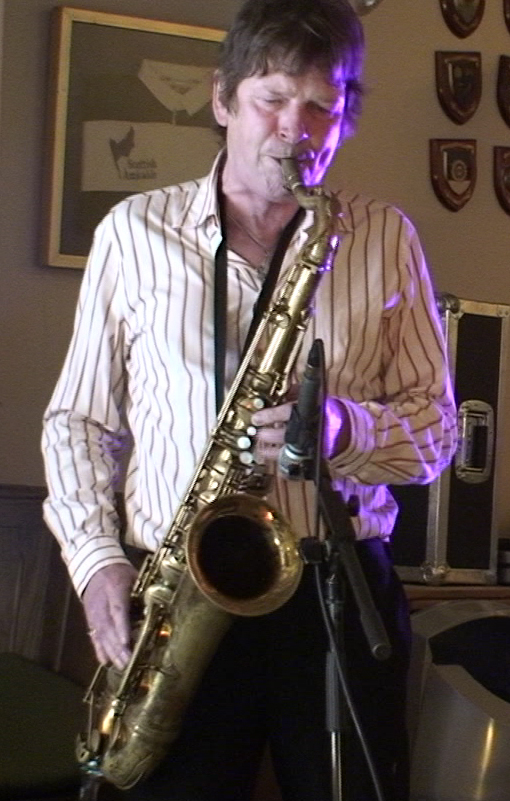
Mel Collins

Melvyn Desmond 'Mel' Collins (Isle of Man, 5 september 1947) is een Brits musicus. Hij bespeelt alle soorten dwarsfluit, klarinet en ook bijna alle saxofoons.
Hij werd geboren op het eiland Man, toen zijn vader (eveneens fluitist) en moeder (zangeres), rondtrokken en gedurende die zomer op dat eiland verbleven. Na die tour keerde de familie Collins terug naar Walnut Tree Close, nabij Banstead in Surrey. Hij bezocht in Banstead de lagere school en de middelbare school in Epsom. Hij begon zijn professionele leven als fotograaf van paspoortfoto’s, trouwerijen etc. Gedurende die perioden ging Collins weleens naar concerten.
Zijn muzikale carrière begon, zegt hij zelf, met de toetreding tot een bandje genaamd The Dagoes, uit Croydon. Het was meer een oefenbandje dan het serieuze werk, maar op een gegeven moment mochten ze optreden bij beroepsmusici als P.J. Proby, Bo Diddley en eenmalig bij The Byrds. Zijn muzikale vrienden uit het begin verlieten allemaal het onzekere muzikale bestaan, maar Collins zette door. Uiteindelijk kwam hij terecht bij Jet Set & The Soulmates, waar ook Gerry Conway (later studio slagwerker) in speelde.
Collins reageerde vervolgens op een advertentie van Philip Goodhand-Tait en mocht daar komen spelen. De band heette Circus, maar Goodhand-Tait verliet de groep. De rest van de musici namen één album op voor het (niet meer bestaande) platenlabel Transatlantic. Het verkocht minder dan 10.000 exemplaren, herinnerde Collins zich. Circus verbleef gedurende drie maanden in de Marquee, waar ook andere bands een vaste verblijfplaats hadden. Een van die andere bands was King Crimson; andere waren bands van John Surman en Keith Tippett. Collins raakte daarop in gesprek met Robert Fripp, de gitarist van King Crimson, de band waaruit zojuist Ian McDonald was opgestapt. Collins produceerde het album Listen van The Alan Bown Set.

## King Crimson
Collins ging eerst op semipermanente basis meespelen op het album In the Wake of Poseidon, waarna Greg Lake overstapte naar Emerson, Lake & Palmer. King Crimson bestond alleen nog uit Fripp, Collins en tekstschrijver Pete Sinfield. King Crimson kreeg haar samenstelling Fripp, Collins, Gordon Haskell en Andy McCullogh voor het album Lizard, maar daar ging wel een jaar overheen. Fripp, niet de makkelijkste, moest vlak daarna alweer een wijziging doorvoeren; Haskell vertrok en Boz Burell kwam. McCullogh vertrok en Ian Wallace kwam. Het ging allemaal zo stroef dat Collins erover gedacht heeft Circus nieuw leven in te blazen. Na een tour in de Verenigde Staten zagen Burell en Ian Wallace het niet meer zitten en Collins wilde niet als enige bij Fripp blijven, ook al was die (alweer) met een nieuwe KC bezig, ditmaal met John Wetton en Bill Bruford. De band Alexis Korner met wie KC getoerd had, kwam zonder musici te zitten en men vroeg Burell en Wallace om toe te treden; Collins bleef aan ze plakken en kwam dus in Alexis Korner terecht.

## Alexis Korner
De band van Alexis Korner en de nevenband Snape waren niet zo succesvol als Collins gehoopt had en Collins moet schnabbelen. Daaronder zat nog studiowerk voor zijn oude King Crimson-maat; hij speelde mee op het album Red. Als gevolg van het vele studiowerk komt hij in aanraking met musici die uiteindelijk Kokomo zouden vormen; die band heeft zelfs de opnamestudio bereikt en een aantal elpees opgenomen. Succes bleef uit en Collins moet meer schnabbelen en komt in die hoedanigheid uit bij Camel. Bij zijn eerste album met die band, Rain Dances, is hij nog half lid (wordt wel vermeld, maar staat niet op hoesfoto’s); later is hij meer permanent lid. Detail daarbij is dat het belangrijkste lid van die band Andrew Latimer ook bij Goodhand-Tait heeft gespeeld.

## Studiowerk
Al gedurende zijn perioden als vast bandlid speelde Collins als studiomusicus mee op tal van albums van anderen; de lijst lijkt oneindig. Hieronder een overzicht met daartussen ook de albums gedurende zijn vaste contractbands.

## Selectieve discografie
- Alan Parsons Project: Eye in the Sky; Ammonia Avenue
- Joan Armatrading: Show Some Emotion; Walk Under Ladders; Key
- Bad Company: Bad Company; Burning Sky; Rough Diamonds
- Barón Rojo: Volumen Brutal
- Mike Batt: Waves, Six Days in Berlin
- Bucks Fizz: Bucks Fizz; Writing On The Wall
- Eric Burdon: Darkness Darkness
- The Byron Band: Lost And Found
- David Byron: On the Rocks
- Camel: Rain Dances; A Live Record; Breathless; I Can See Your House From Here; Nude; Stationary Traveller; Pressure Points
- Jim Capaldi: The Sweet Smell of... Success; Let the Thunder Cry; Fierce Heart; Some Come Running
- Caravan: Back to Front; Collection
- Circus: Circus
- Clannad: Macalla; Sirius; Pastpresent; Anam; Lore
- Eric Clapton: Slowhand
- Joe Cocker: Cocker
- Terence Trent D'arby: Introducing the Hardline According to
- Dire Straits: Twisting by the Pool; Alchemy; Money for Nothing; ExtendedancEPlay
- Far Corporation: Division one
- Bryan Ferry: Let's Stick Together; In Your Mind; Taxi
- Humble Pie: Thunderbox; Street Rats
- Jakszyk, Fripp and Collins: A scarcity of miracles (2011)
- King Crimson: In the Wake of Poseidon; Lizard; Islands; Earthbound; Red; Live at the Orpheum; Live in Toronto; Radical Action to Unseat the Hold of Monkey Mind
- Alexis Korner: Accidentally Born in New Orleans; Snape Live on Tour; Alexis Korner; Mr. Blues; The Party LP; And Friends
- Alvin Lee: Road to Freedom; In Flight; Pump Iron; Pure Blues
- John Lodge: Natural Avenue
- Phil Lynott: Philip Lynott Album
- Phil Manzanera: Listen Now; K Scope; Guitarissimo (1975–1982)
- Iain Matthews: Stealin' home (1978)
- Meat Loaf: Blind Before I Stop
- Natasha England: Captured Album and "Iko Iko" single
- Miyuki Nakajima: Yoru wo Yuke
- no-man: Flowermouth; Wild Opera
- Robert Palmer: Pressure Drop
- Cozy Powell: Tilt
- Gerry Rafferty: Night owl; Snakes and ladders; Sleepwalking; North & South; On A Wing And A Prayer; Over My Head
- Cliff Richard: 31st of February Street; Now You See Me...Now You Don't
- Rolling Stones: Love You Live; Some Girls
- Pete Sinfield: Still
- Small Faces: Playmates
- Chris Squire: Fish Out Of Water
- Stray Cats: Rant N' Rave with the Stray Cats
- David Sylvian: Gone to Earth
- Tears for Fears: The Hurting; Songs from the Big Chair
- Pete Townshend/Ronnie Lane: Rough Mix
- Tina Turner: Private Dancer
- Uriah Heep: Return to Fantasy
- Roger Waters: Radio K.A.O.S.
- Kokomo: Kokomo
- Kokomo: Rise And Shine
- Richard Wright: Wet Dream
- Tony O'Malley: OH !

## Bron
- Elephant Talk rubriek over King Crimson

- Bibliothèque nationale de France: cb14007325k (data)
- Gemeinsame Normdatei: 134349474
- International Standard Name Identifier: 0000 0000 5517 5052
- Library of Congress Control Number: no2010053699
- MusicBrainz: 67b08fdc-ee07-4f93-957e-8ade23cf6ac8
- Nationale Bibliotheek van Tsjechië: xx0098027
- Nederlandse Thesaurus van Auteursnamen: 07324824X
- Virtual International Authority File: 39573806
- WorldCat: E39PBJmTkCt6HQ4GvrPmtrKmVC